# Амадина червоногорла
Амадина червоногорла (Amadina fasciata) — вид горобцеподібних птахів родини астрильдових (Estrildidae). Поширений в Африці.

## Поширення
Вид поширений в Африці південніше Сахари від Гамбії до Сомалі і на південь досягає Мозамбіку, Ботсвани та східної ПАР. Середовище проживання представлене саванами з розрізненою наявністю кущів і дерев: ці птахи без проблем заходять в урбанізовані і окультурені території, при цьому уникають напівпустель.

## Підвиди
Виділяють чотири підвиди:
- A. f. fasciata (Gmelin, JF, 1789) — південна Мавританія, Сенегал і Гамбія до Судану та Уганди;
- A. f. alexanderi Neumann, 1908 — Еритрея, Ефіопія та Сомалі до Кенії та Танзанії;
- A. f. meridionalis Neunzig, 1910 — південь Анголи та північ Намібії до півночі Мозамбіку;
- A. f. contigua Clancey, 1970 — південь Зімбабве, південь Мозамбіку та північ ПАР.

## Опис
Це невеликі птахи, зазвичай досягають 12 см в довжину. Амадина червоногорла має бліде, піщано-коричневе оперення з чорними цятками. Він має чорно-коричневий хвіст, густе біле підборіддя та щоки, а на животі каштаново-коричнева пляма. Ноги рожево-тілесного кольору. У дорослого самця на горлі є яскраво-червона смуга, тоді як у молодих самців червона смуга трохи тьмяніша.

## Спосіб життя
Це денні птахи, які поза сезоном розмноження збираються у великі зграї, які можуть налічувати до тисячі особин, які розсіюються у досить великих районах пошуку їжі, але вони підтримують контакт за допомогою криків. Це зерноїдні птахи, які завдяки своєму сильному дзьобу здатні розривати оболонки насіння трав, які складають більшу частину їхнього раціону, який також складається з фруктів, ягід, квітів, пагонів і з досить значною кількістю матеріалу тваринного походження, такий як комахи, личинки та інші дрібні безхребетні.
Період розмноження чітко не визначений, але зазвичай збігається з закінченням сезону дощів, тому пташенята мають у своєму розпорядженні велику кількість їжі, представленої сезонними рослинами, вирощеними після дощу. Під час будівництва гнізда та протягом усього періоду інкубації яєць і догляду за пташенятами пари відокремлюються від решти зграї та стають надзвичайно територіальними та агресивними по відношенню до інших птахів, особливо однорідних. Самиця відкладає 4-6 яєць. Інкубація триває 12-14 днів.